# Lokve, Nova Gorica
Lokve so razloženo naselje v Mestni občini Nova Gorica. Ležijo v z gozdom obdani dolini na severozahodnem delu Trnovske planote. Naselje je 20 km oddaljeno od Nove Gorice, ceste vodijo tudi proti Ajdovščini, Idriji, Čepovanu in Mostu na Soči. Na severni strani se nad Lokvami dviga Veliki vrh ali Škol (1190 m), ki zapira pogled na Čepovansko dolino, na vzhodu sta Mali Češevik (1104 m) in Ilovica (1166 m), z južne strani na Lokve gleda Prezren (1128 m), na jugozahodu leži Trogarski hrib, na severozahodu pa pogled proti Grgarju zastirata Črni vrh (1066 m) in Koprivnica.
Lokve z okolico ležijo na kraškem svetu, zato tu ni izvirov in tekočih voda. V preteklosti pa je bilo na tem območju več stoječih voda, tako imenovanih kalov ali lokev, ki so nastali zaradi nepropustne ilovice in so jih prvotni prebivalci – pastirji uporabljali za napajanje živine. Do danes sta ostala le še dva kala, eden od njiju se imenuje Goveji kal in leži na severovzhodnem delu vasi. Na tem področju so se v preteklosti ukvarjali še z gozdarstvom in oglarstvom, s škafarstvom ter steklarstvom (v Mojski dragi so še vedno vidni ostanki glažut).
V središču doline se dviguje grič, na katerem so v 18. stoletju postavili kapelico, danes pa na tem mestu stoji cerkev sv. Antona Padovanskega.

## Zgodovina

### Druga svetovna vojna
Po kapitulaciji Italije septembra 1943 so postale Lokve partizansko središče; tu je bil med drugim sedež štaba 3. operativne cone, od 26.12.1943 do oktobra 1944 pa štab 9. korpusa. Nemški vojaki so med vsako ofenzivo proti osrednjem osvobojenem ozemlju na Primorskem vdrli tudi na Lokve. Konec septembra 1943 so odgnali v internacijo 42 vaščanov, 18.1.1944 je bila vas bombardirana, 19.2 in  10.10.1944 pa požganih 86 hiš in 67 drugih poslopij.

## Smučišče Lokve
Smučišče Lokve se nahaja v neposredni bližini naselja Lokve. Žičnice so bile postavljene leta 1959. Danes deluje samo še ena žičnica, ostale pa so zaraščene v gozdu. Ena žičnica se nahaja blizu vasi Lazna (od Lokev je oddaljena 5 km). Smučišče s pripadajočo smučarsko stezo se nahaja na južni (prisojni) strani, na višini vasi in s 100 m višinske razlike. 